# Psitteuteles versicolor
Il lorichetto variopinto (Psitteuteles versicolor) è un uccello della famiglia Psittaculidae, endemico dell'Australia.